# نیکوراندیل
نیکوراندیل (انگلیسی: Nicorandil) یک داروی گشادکننده عروق است که برای درمان آنژین به کار می‌زود.
آنژین درد قفسه سینه‌ای است که در اثر دوره‌های ایسکمی گذرا میوکارد ایجاد می‌شود. این دارو می‌تواند ناشی از بیماری هایی مانند تصلب شرایین، بیماری عروق کرونر و تنگی آئورت باشد. آنژین معمولاً از اسپاسم عروق کرونر ناشی می‌شود. مکانیسم‌های پرشماری وجود دارد که باعث افزایش انقباض عضلات صاف درگیر در اسپاسم عروق کرونر می شود، از جمله افزایش فعالیت روکیناز. افزایش سطح روکیناز فعالیت میوزین فسفاتاز را مهار می‌کند و منجر به افزایش حساسیت کلسیم و انقباض بیش از حد می‌شود. روکیناز همچنین فعالیت نیتریک اکساید سنتاز را کاهش می‌دهد که غلظت اکسید نیتریک را کاهش می‌دهد. سطوح پایین‌تری از اکسید نیتریک در عروق کرونر اسپاستیک وجود دارد. بیان کانال کلسیم نوع L در سلول‌های ماهیچه صاف عروق اسپاستیک افزایش می‌یابد که می‌تواند منجر به هجوم بیش از حد کلسیم و انقباض بیش از حد شود.